# 越前箪笥
越前箪笥（えちぜんたんす）は、福井県越前市、鯖江市で生産される伝統工芸品の箪笥。越前指物の一つ。経済産業大臣指定伝統的工芸品に指定されている。

## 歴史
江戸時代後期に現在の福井県越前市において、旦那衆の家に出入りしていた指物師によって製造されたのが始まりとされる。越前市内に現存する「タンス町通り」に指物師や漆塗師などの職人が集まり、昭和時代には婚礼家具として買い求める客で賑わった。

## 製法
ケヤキやキリの木材を独自の指物技法によって加工し、豊かな装飾の飾金具や漆塗りを施した重厚なつくりが特徴。
飾金具は越前打刃物の技術が使われており、金具の輪郭にハートマークや花びしのモチーフ等の模様が使われる。漆塗は越前漆器の技術を使うことで独特の風合いと丈夫さを備えている。このように、他産地の伝統的工芸品との結びつきも深い。